# Manoheptuloza
Manoheptuloza je inhibitor heksokinaze. Ona je heptoza, monosaharid sa sedam atoma ugljenika. Blokiranje enzima heksokinaze, sprečava fosforilaciju glukoze. Posledica je inhibicija razlaganja glukoze. 
Ona je prisutna u oliku -manoheptuloze u avokadu.